# ライブラリー・スクール
ライブラリー・スクール（library school；図書館学校）とは、英語圏でライブラリアン（図書館員）の養成を行う高等教育機関のことである。かつては図書館学、1960年代以降は図書館情報学を教授し、修士号を授与してきた。ライブラリアンの採用要件は、アメリカ図書館協会によれば、次のようにある程度の幅があるが、中でもアメリカ図書館協会認定校を指して、ライブラリー・スクールと呼ぶことが多い。
- 各分野の4年制大学卒学士

- 図書館学修士（Master of library science degree: MLS）
- アメリカ図書館協会認定校の図書館学修士
- アメリカ図書館協会認定校の修士に加えて、教員認定（多くは学校図書館の場合）またはアメリカ図書館協会認定校の図書館学修士に加えて二つめの修士号。例えば法律の学位[2]

2000年代からは、「iSchool（アイスクール）」と呼ばれる、図書館情報学をある程度の基盤としつつも、その枠を超えた研究・教育体制を確立しようとする試み」が北米からヨーロッパをはじめ世界各地に広がっている。しかし、アメリカ合衆国内のアメリカ図書館協会認定校のiSchoolと非iSchoolの修士プログラムを比較したところ、全体としてはその教育内容に大きな違いは認められなかったという報告もある。

## 歴史

### コロンビア大学図書館学校
世界で最初のライブラリー・スクールは、1887年にアメリカ合衆国ニューヨーク州のコロンビア大学で、メルヴィル・デューイ（デューイ十進分類法の考案者）によって設立された。このときの名称はSchool of Library Economyであった。この同じ年に，同大学は女性が試験に合格すれば学位を授与すると規定したというような時代にあって、はじめての入学制20名のうち17名が女性で3名が男性であった。こうしたことをもってM. デューイは、女性に対するキャリアの機会を生んだパイオニアとして知られていたが、後に、図書館界の同僚たちや義理の娘を含む女性に不適切な行為を行っていたことが明らかになっている。同図書館学校は1992年に閉校された。

### ジャパン・ライブラリースクール（JLS）
日本では戦後初期の1951年に、GHQ/SCAPおよびアメリカ図書館協会が関与して慶應義塾大学の文学部図書館学科が設置され、当時はジャパン・ライブラリー・スクールと呼ばれた。のち、1968年に図書館・情報学科、2000年に人文社会学科図書館・情報学系図書館・情報学専攻と改称され、英語圏のライブラリー・スクールとは別に独自の発展を遂げた。

## 21世紀の展開
図書館学および図書館情報学修士を授与し、ライブラリアンを養成してきたライブラリー・スクールは、デジタル情報の爆発的増加と人びとのコミュニケーションのあり方の創造的変化にともなう図書館の劇的な変容をふまえ，その教育を再構成することが英語圏でも強く求められてきている。例えば、サンノゼ州立大学情報学研究科（アメリカ図書館協会認定校であり、iSchoolでもある）が、2019年の2月から4月に、図書館情報学限定また一般的な求人サイトから、図書館情報専門職の400の求人票を取り出し、職務と求められる資格を分析した研究では、49%が図書館情報学修士を要求、23%がそれを望ましいとしていた一方で、28%では不要とされていた。また、職名には、図書館（library）が含まれない、次のようなものがあった（目録担当のような伝統的なライブラリアンの職名も含まれている）。こうしたトレンドをふまえ、ライブラリー・スクールでは、広く図書館・情報専門職の養成が取り組まれるようになってきている。
- アーキビスト（アーカイブ・アシスタント；デジタル化専門家；企業アーキビスト；アーカイブズのキュレーター；デジタル・アーキビスト；加工アーキビスト・リーダー（Lead Processing Archivist)）
- ビジネスリソースセンター・コーディネーター
- 目録（カタロガー；目録・メタデータ・ライブラリアン；音楽目録作成担当；目録作成主任；書誌作成担当）
- キュレーションおよびコンソーシアム貸借専門家
- コンペティティブインテリジェンス（競合情報分析）・アナリスト
- 内容キュレーター（Content Curator）
- データコレクション・マネージャー
- HTML/CSS/JavaScript
- インストラクショナルデザイン
- リーガルリサーチ（法律に関する情報の調査・分析）
- 広報
- マーケティング/メディア戦略
- 貴重資料保存
- 学術出版
- サイエンス/健康/医薬品研究
- ソーシャルメディア
- Sequential Query Language (SQL)
- 統計ソフトウェア
- 管理とリーダーシップ
- システム管理

## 留学経験者と留学体験記
ライブラリー・スクールへの留学体験記を、近年では、江原つむぎ、鎌田均、広瀬容子、高橋樹一郎らが公開している。戦後初期に留学した者には、財団法人東京子ども図書館の設立者であり、児童書の翻訳家としても著名な松岡享子、同じく児童書の翻訳者として著名な渡辺茂男などがいる。そのほか，図書館学・図書館情報学研究者にも、裏田武夫のほか、長澤雅男、古賀節子や長倉美恵子をはじめとして、多くのライブラリー・スクール修了生がいる。また、田中あずさのように、日本に帰国せずに北米で日本専門司書などとして働く者も多い。